# Willibald Stanek
Willibald Walter Stanek (* 4. Dezember 1913 in Wien; † 4. Juni 2007 ebenda) war ein österreichischer Eishockeyspieler, der mit dem Wiener Eislauf-Verein drei Mal die österreichische Meisterschaft (1937, 1947 und 1948) gewann. Mit der österreichischen Nationalmannschaft nahm er an zwei Olympischen Winterspielen (1936, 1948) und an drei Eishockey-Weltmeisterschaften (1935, 1947 und 1949) teil und gewann dabei 1947 die Bronzemedaille.

## Karriere
Willibald Stanek spielte ab der Saison 1930/31 für den HC Währing und von 1935 bis 1939 für den Wiener Eislauf-Verein. Nach dem 1939 erfolgten Zusammenschluss mit dem EK Engelmann Wien zur Wiener Eissportgemeinschaft spielte er ab 1940 bis 1942 für diese. Nach dem Zweiten Weltkrieg gehörte er ab 1948 erneut dem WEV an und gewann mit diesem 1947 und 1948 erneut die Meisterschaft. Nach dem neuerlichen Zusammenschluss zwischen WEV und EKE spielte er in der Saison 1948/49 noch einmal für die Wiener Eissportgemeinschaft und gewann mit dieser die Meisterschaft. Anschließend war er für die Seniorenmannschaft des WEV („Alt-Internationale“) bis etwa 1952 aktiv.
International spielte er für die österreichische Eishockeynationalmannschaft bei den Olympischen Winterspielen 1936 und 1948 sowie bei den Eishockey-Weltmeisterschaften 1935, 1947 und Eishockey-Weltmeisterschaft 1949. Bei der Weltmeisterschaft 1947 gewann er mit dem Nationalteam die Bronzemedaille.

## Erfolge und Auszeichnungen
- 1937 Österreichischer Meister mit dem Wiener Eislauf-Verein
- 1947 Österreichischer Meister mit dem Wiener Eislauf-Verein
- 1947 Bronzemedaille bei der Weltmeisterschaft
- 1948 Österreichischer Meister mit dem Wiener Eislauf-Verein
- 1949 Österreichischer Meister mit der Wiener Eissportgemeinschaft

## Statistik
(Legende zur Spielerstatistik: Sp oder GP = absolvierte Spiele; T oder G = erzielte Tore; V oder A = erzielte Assists; Pkt oder Pts = erzielte Scorerpunkte; SM oder PIM = erhaltene Strafminuten; +/− = Plus/Minus-Bilanz; PP = erzielte Überzahltore; SH = erzielte Unterzahltore; GW = erzielte Siegtore; 1 Play-downs/Relegation; Kursiv: Statistik nicht vollständig)